# 68 Dywizja Piechoty (III Rzesza)
68 Dywizja Piechoty(niem. 68. Infanterie-Division) – niemiecka dywizja, uczestniczyła w agresji na Francję i ataku na Związek Radziecki.

## Formowanie i walki
Sformowana na mocy rozkazu z 26 sierpnia 1939, w 2. fali mobilizacyjnej przez Infanterie – Kommandeur 3 w Gubinie w III Okręgu Wojskowym. W czasie ataku na Polskę w VII Korpusie Armijnym. Podczas agresji na Francję w 1940 prowadziła działania bojowe na linii Maginota. Razem z 15 DP i 71 DP próbowała odciąć i zdobyć grupę warowną La Ferte.
Od 22 czerwca 1941 uczestniczyła w ataku na Związek Rzadziecki. Brała udział w walkach przeciw Armii Czerwonej m.in. pod Kijowem i Żytomierzem oraz na Słowacji. Do niewoli Armii Czerwonej oddała się w maju 1945 na terytorium Czechosłowacji.

## Dowódcy dywizji
- gen. mjr Georg Braun 26 VIII 1939 – 14 XI 1941;
- gen. por. Robert Meißner 16 XI 1941 – 24 I 1943;
- gen. por. Hans Schmidt 24 I 1943 – 25 X 1943;
- gen. por. Paul Scheuerpflug 25 X 1943 – 8 V 1945[a][3].

## Struktura organizacyjna
Skład w sierpniu 1939
169., 188. i 196. pułk piechoty, 168. pułk artylerii, 168. batalion pionierów, .168 oddział rozpoznawczy, 168. oddział przeciwpancerny, 168. oddział łączności, 168. polowy batalion zapasowy
Skład w listopadzie 1943
169., 188., 196. pułk grenadierów, 168. pułk artylerii, 168. batalion pionierów, 68. dywizyjny batalion fizylierów, 168. oddział przeciwpancerny, 168. oddział łączności, 168. polowy batalion zapasowy;